# Naphtha vlamlamp

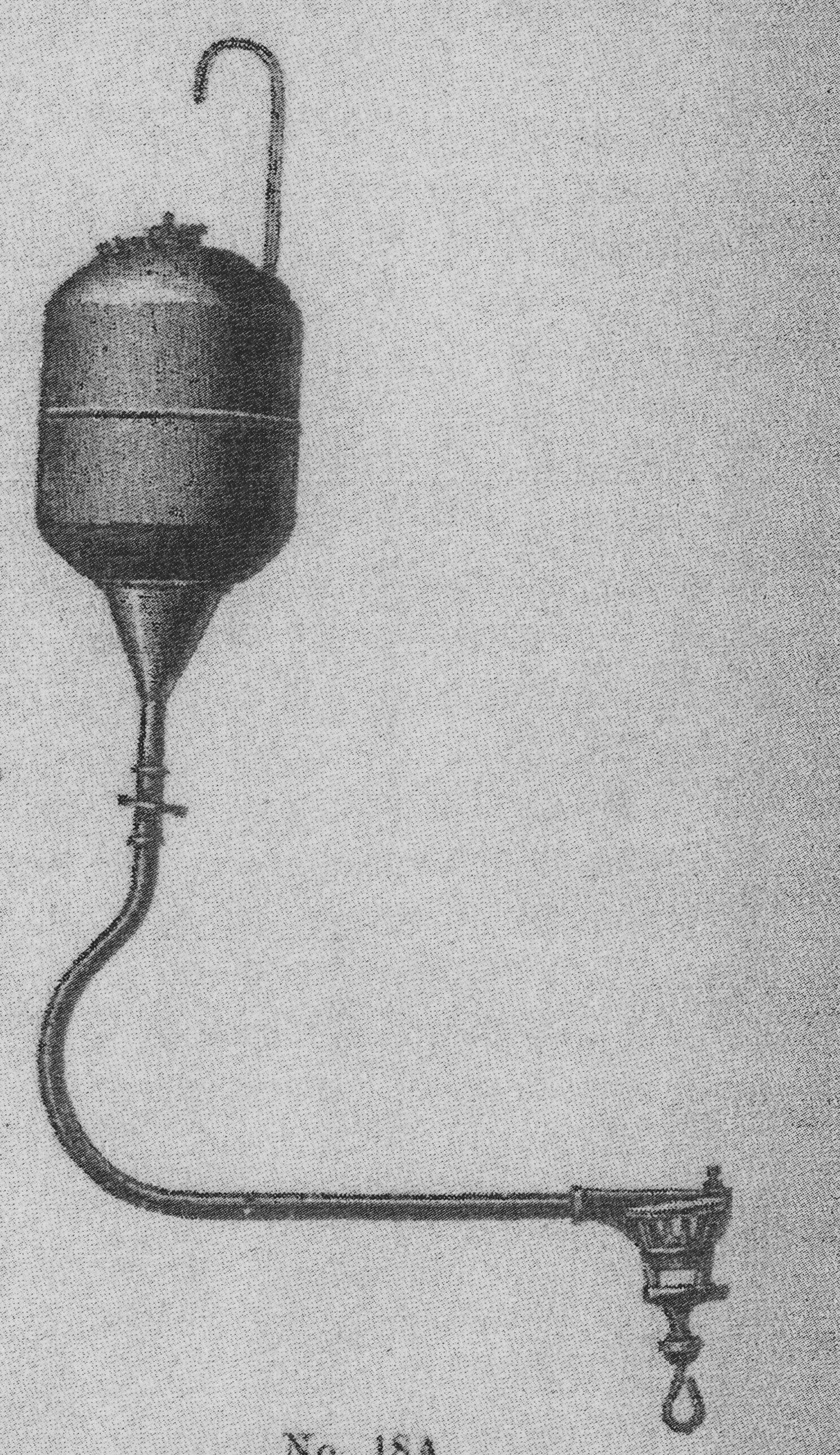
Plaatje van een Naphtha Vlamlamp uit de catalogus van R.S. Stokvis en zonen Ltd. Rotterdam (1911)

De Naphtha vlamlamp is de voorganger van de hogedruk-petroleumlampen zoals van Coleman, Tilley en Petromax.
Ze werden rond 1830 ontwikkeld en veel gebruikt op markten, kermissen en in het circus tot aan de Eerste Wereldoorlog. Nafta is een mengsel van koolwaterstoffen dat vrijkomt bij de productie van stadsgas uit steenkool. Een vlamlamp wordt gevoed door de zwaartekracht en de brandstof vergast in de branderkop die wel eerst moet worden voorverwarmd. Een temperatuur tussen de 80 en 100 graden Celsius is voldoende om nafta te vergassen. Als de kop warm is wordt de kraan geopend en de lamp kan branden. Mocht de lamp bijvoorbeeld door de wind uitwaaien en de kraan blijft open, dan loopt alle brandstof eruit. 